# Donauufer Autobahn
Donauufer Autobahn – autostrada nr A 22 w Austrii w ciągu trasy europejskiej E59.
Autostrada jest częścią sieci drogowej Wiednia. Do czasu wybudowania obwodnicy miasta - drogi ekspresowej S1 pełni również funkcję drogi tranzytowej. Przebiega północnym brzegiem Dunaju w pobliżu centrum miasta, jest też główną drogą wylotową, kierującą ruch na północny zachód ze stolicy Austrii.